# Retzow

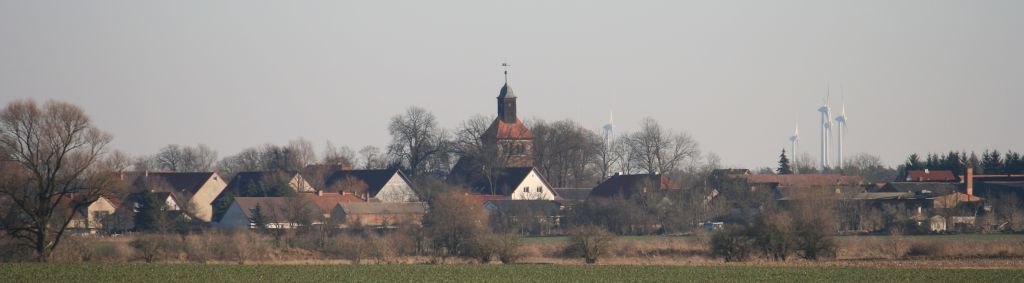
Vista da cidade de Retzow

Retzow é um município da Alemanha, situado no distrito de Havelland, no estado de Brandemburgo. Tem 14,73 km² de área, e sua população em 2019 foi estimada em 514 habitantes.